# Buslijn 22 (Amsterdam)

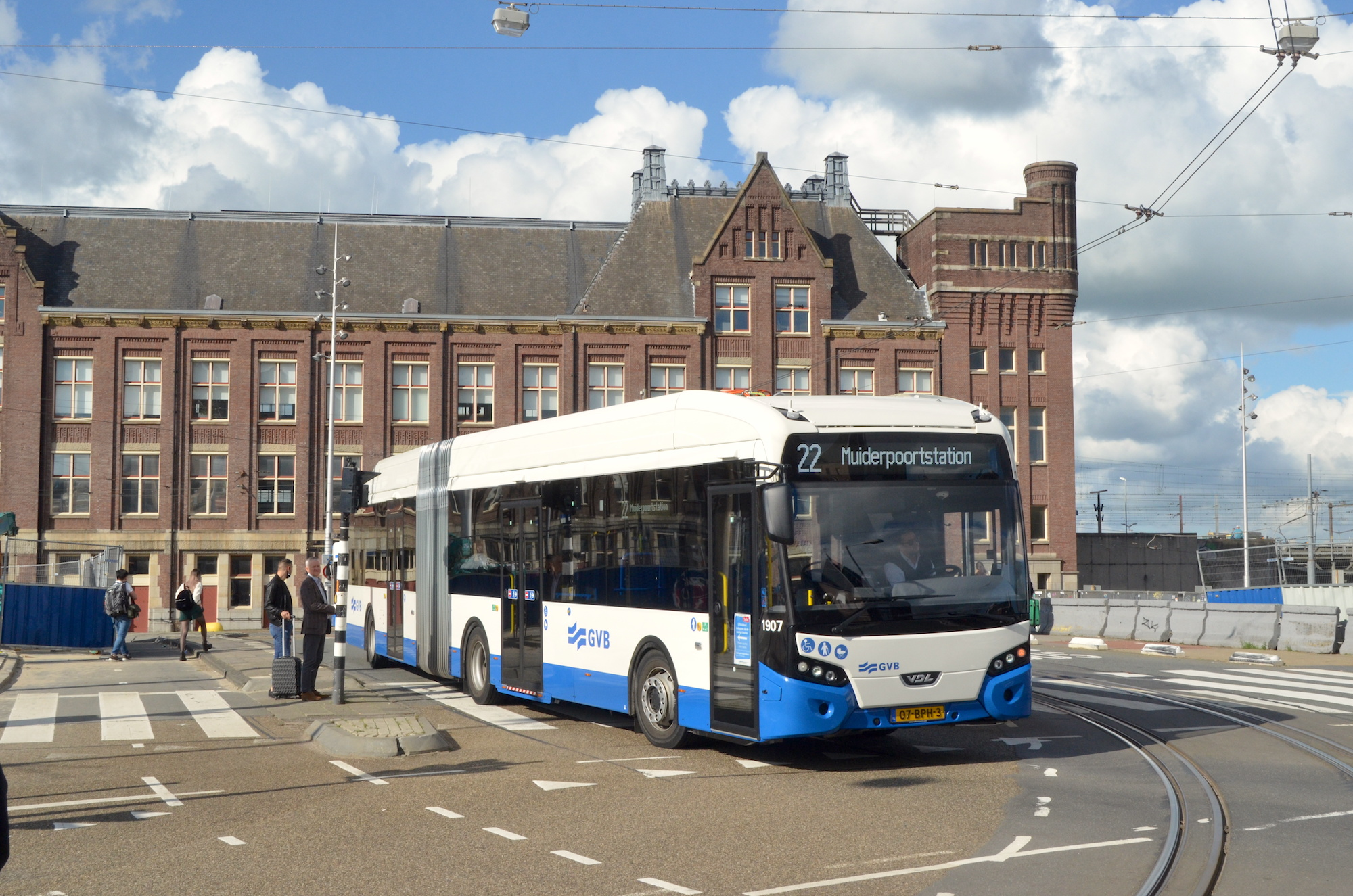
GVB elektrische bus 1907 op lijn 22 op de Kamperbrug; juli 2020.

Buslijn 22 is een buslijn van het GVB Amsterdam, met als route station Sloterdijk – Centraal Station – Muiderpoortstation. In Amsterdam hebben sinds 1950 vijf buslijnen met dit lijnnummer bestaan. De huidige lijn 22 ontstond in 1975 als combinatie van de toenmalige buslijnen 11 en 12 en wordt gereden met elektrische gelede bussen vanuit Garage West.

## Geschiedenis

### Lijn 22 I
Deze eerste lijn 22 werd ingesteld op 15 juni 1950 als opvolger van kringtramlijn 22 rond het Centraal Station. Deze buslijn 22 reed eveneens een rondje om het Centraal Station (linksom). Het tarief bedroeg één cent maar was met een overstapje gratis.

#### Lijn K

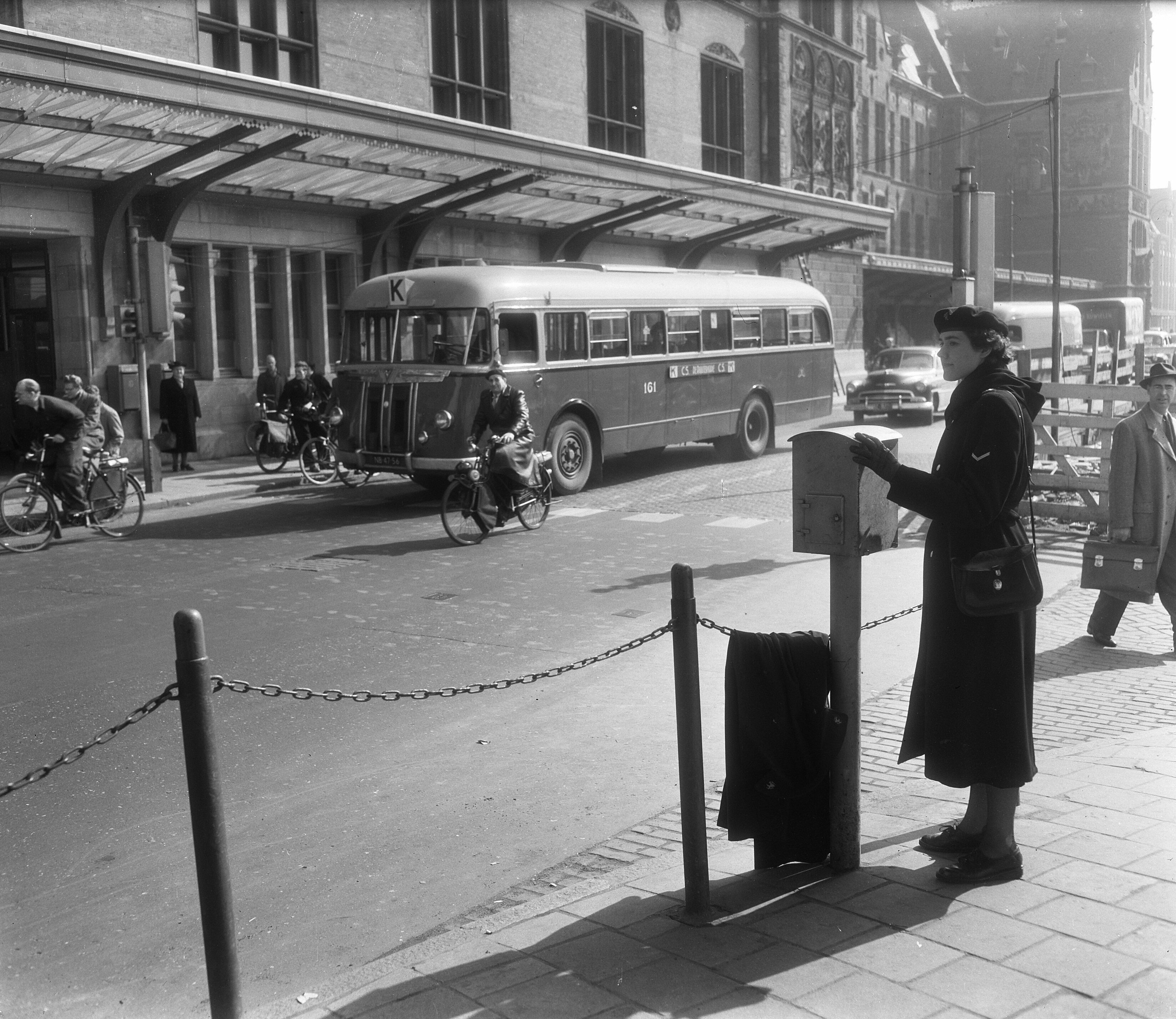
Buslijn K; 16 mei 1955.

Op 1 januari 1951 werd deze lijn 22 verletterd in lijn K maar de route bleef ongewijzigd. Het eencentstarief bleef bestaan tot 1959 maar werd toen afgeschaft en indien men geen overstapje of rittenkaart had, betekende dit een verhoging van 400%. Lijn K werd op 31 oktober 1968 opgenomen in een nieuwe lijn 22.

### Lijn 22 II
Deze lijn 22 werd ingesteld op 27 december 1955 tussen het Surinameplein en de nieuwbouw in Slotervaart, aanvankelijk alleen in de spitsuren. Oorspronkelijk zou de lijn geletterd worden als Lijn S, maar daar men onvoldoende bruikbare letters in het alfabet te beschikking had, besloot men de lijn te nummeren. Na allerlei aanpassingen door het gereedkomen van meer woningen werd de lijn na de instelling van de buslijnen 18 en 19 opgeheven op 10 juli 1960.

### Lijn 22 III
Op 9 januari 1961 werd een derde lijn 22 ingesteld als spitsuur-sneldienst. In de ochtendspits reed deze lijn tussen Osdorp en de Spuistraat naar het centrum en in de middagspits terug vanuit het centrum. Op 18 oktober 1965 werd de lijn opgeheven en vervangen door de nieuwe sneldiensten 46 en 48 van Osdorp naar respectievelijk de Spuistraat en het Centraal Station. Deze lijnen verdwenen bij de komst van tramlijn 1 in Osdorp op 17 oktober 1971.

### Lijn 22 IV en 22E
Op 31 oktober 1968 ontstond de vierde lijn 22 door de terugvernummering van lijn K tot buslijn 22 en werd daarbij via de pont van het Buiksloterwegveer verlengd naar de Meeuwenlaan in Amsterdam-Noord om compensatie te bieden voor het verdwijnen van de lijnen 32, 34 en 35 van de Buiksloterweg. Gelijktijdig met lijn 22 werd een lijn 22E ingesteld als spitsuurlijn van de Buiksloterweg naar de Grasweg en Distelweg ter vervanging van het opgeheven IJveer III.

#### Lijnen 39, 39E en 235

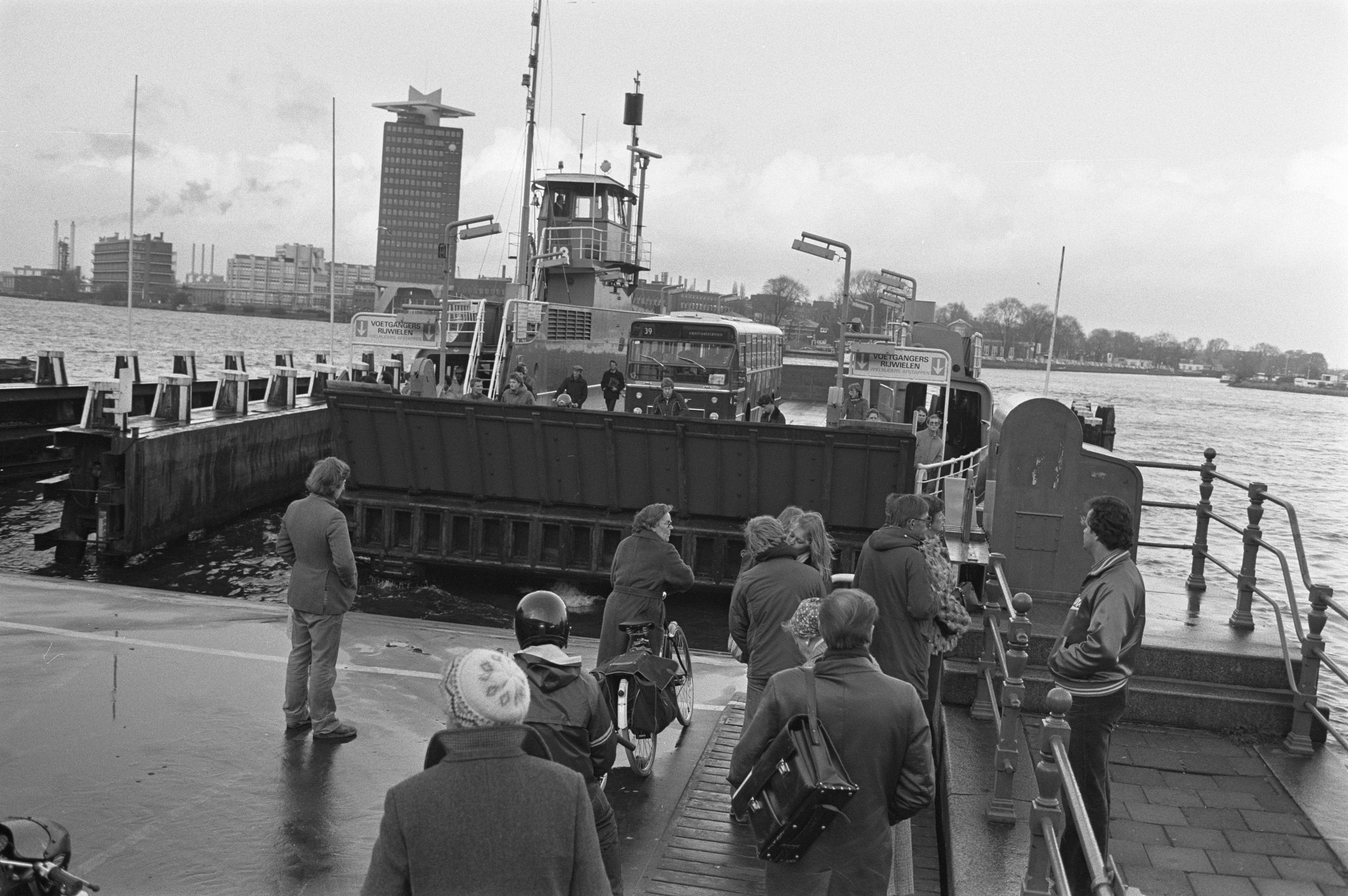
Bus 4 van lijn 39 op de pont 1981

Op 27 mei 1973 werd lijn 22 vernummerd in lijn 39, dit omdat alle lijnen die in Amsterdam-Noord reden in de 30 genummerd waren behalve lijn 22. Lijn 22E werd vernummerd in lijn 39E.
Op 23 mei 1982 werd lijn 39 verlengd naar het Buikslotermeerplein en in 1983 naar Banne Buiksloot. Vanaf 1992 werd er niet meer met de pont overgestoken maar werd door de IJ-tunnel gereden en van Banne Buiksloot werd de lijn naar Molenwijk verlengd. In de avonduren werd samen met lijn 36 de route van lijn 32 overgenomen en was lijn 39 dus langer dan overdag. In september 1993 werd deze lijn 39 in een bezuinigingsronde opgeheven.
Omdat de bewoners van Oud-Noord door de opheffing van de lijn geen openbaar vervoer in de nabijheid meer hadden keerde eind 1993 na protesten van de bewoners lijn 39 op proef terug, nu echter als ringlijn met één bus tussen het centraal station en Oud-Noord. De proef bleek een succes en nadat de lijn in 1995 was doorgetrokken vanuit Oud-Noord via het centraal station naar het Muiderpoortstation werd het traject naar het Muiderpoortstation begin jaren nul overgenomen door de in frequentie verhoogde versterkingslijn 43. Lijn 39 werd weer ingekort tot een ringlijn tussen het centraal station en Oud-Noord, echter voor de afwisseling van het personeel in combinatie met gelede bussen van lijn 34 die op lijn 39 echter  weer overcapaciteit gaven.
Lijn 39E werd in december 2003 vernummerd in lijn 235. In mei 2006 bij de optimalisatie van het busnet werden zowel lijn 39 als lijn 235 opgeheven.

### Lijn 11

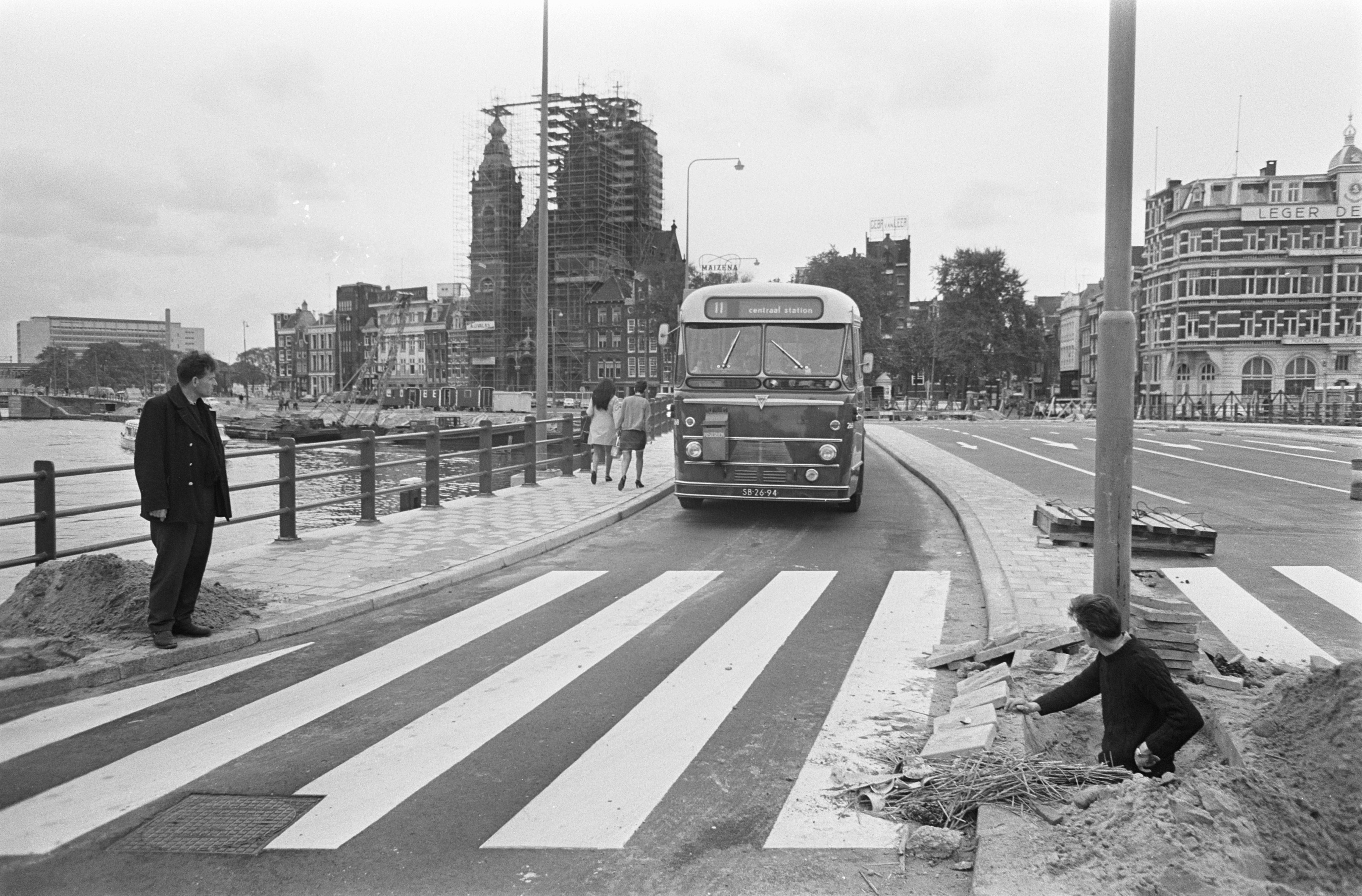
Bus 268 op lijn 11 in 1968

Op 26 mei 1955 werd tramlijn 11 vervangen door buslijn 11 maar behield dezelfde route: Insulindeweg - Wijttenbachstraat - Linnaeusstraat - Plantage Middenlaan - Nieuwmarkt -
Stationsplein. Sinds 1959 reed er in aansluiting op lijn 11 tijdens de bezoekuren van het Noodziekenhuis Zeeburg een klein pendelbusje van de Insulindeweg naar dit ziekenhuis. In 1973 werd de pendelbus ingekort tot het Flevohuis. In 1975 werd het lijn 22P en op 30 december 1975 reed lijn 22P door de sluiting van het ziekenhuis voor het laatst. De enige andere wijziging was de verlenging van buslijn 11 in 1973 van de Insulindeweg naar de Zeeburgerdijk bij het Flevohuis. 

#### Lijn 12

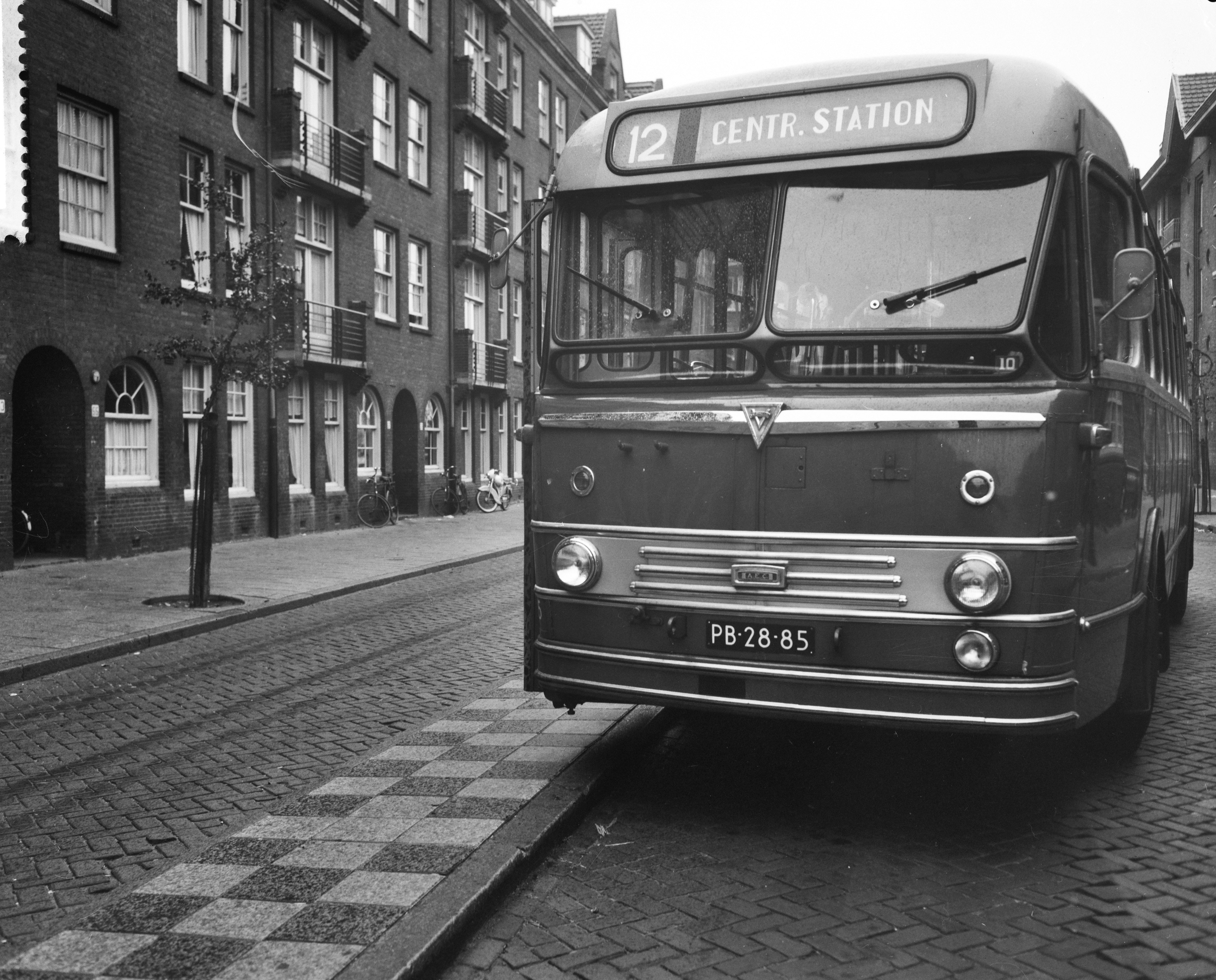
Bus 195 op lijn 12 in de Oostzaanstraat in 1959

Op 20 januari 1955 werd tramlijn 12 vervangen door buslijn 12 maar behield dezelfde route: Oostzaanstraat - Spaarndammerstraat - Haarlemmerdijk - Haarlemmerstraat - Stationsplein. In 1968 werd het eindpunt Oostzaanstraat verplaatst naar de Zaanstraat. De enige andere wijziging was de verlegging in 1974 via de Haarlemmer Houttuinen in plaats van Haarlemmerstraat en Haarlemmerdijk.

#### Lijn 22

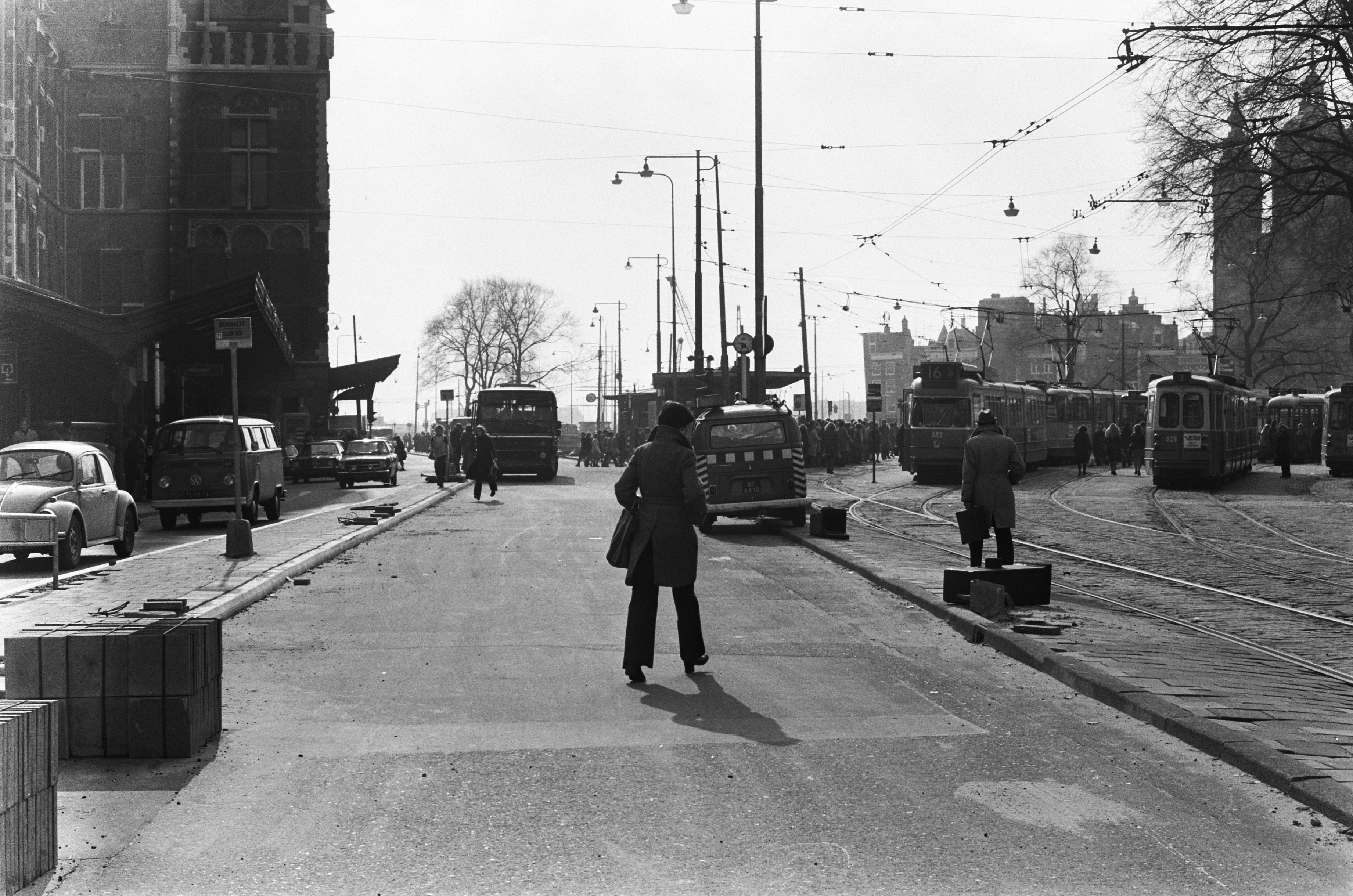
Links bus van lijn 22 op het Stationsplein 1975

Vanaf 6 oktober 1974 werden de lijnen 11 en 12 doorgaand geëxploiteerd waarbij de zij en achter films blanco toonde, omdat het voor de chauffeurs te veel werk was deze op het Stationsplein steeds te verzetten. Daarom werden op 1 januari 1975 de lijnen samengevoegd als lijn 22 en verviel dit probleem. De route was Indische buurt (Zeeburgerdijk) – Station Muiderpoort – Plantage – Nieuwmarkt – Centraal Station – Haarlemmer Houttuinen – Spaarndammerstraat – Zaanstraat.Lijn 11P werd lijn 22P. 
In oktober 1975 werd een deel van de ritten verlengd vanaf de Zaanstraat naar de Moezelhavenweg als lijn 22M en in 1979 werden deze ritten verlengd naar Abberdaan als lijn 22A. In 1984 werden deze spitsritten gecombineerd met de leegritten van lijn 47 onder het lijnnummer 44. Alleen tussen de spitsen reed een pendelbus van lijn 22 tussen de Zaanstraat en Abberdaan. In 1986 werden deze ritten overgenomen door lijn 28.
In 1980 werd, in verband met de opening van de metrolijn langs de Nieuwmarkt, de route via de Plantage en Nieuwmarkt verlaten en de lijn verlegd via de Oostelijke Eilanden. In 1986 bij de komst van tramlijn 14 naar het Flevopark kreeg lijn 22 in de Indische buurt een gewijzigde route. In 1991 volgde nog een verlegging naar een nieuw eindpunt aan de IJburglaan, in 1998 vernoemd in Th. K. van Lohuizenlaan, op het voormalige abattoirterrein en kwam lijn 22, na negen jaar exploitatie met bussen uit West, weer vanuit garage Zuid te rijden.

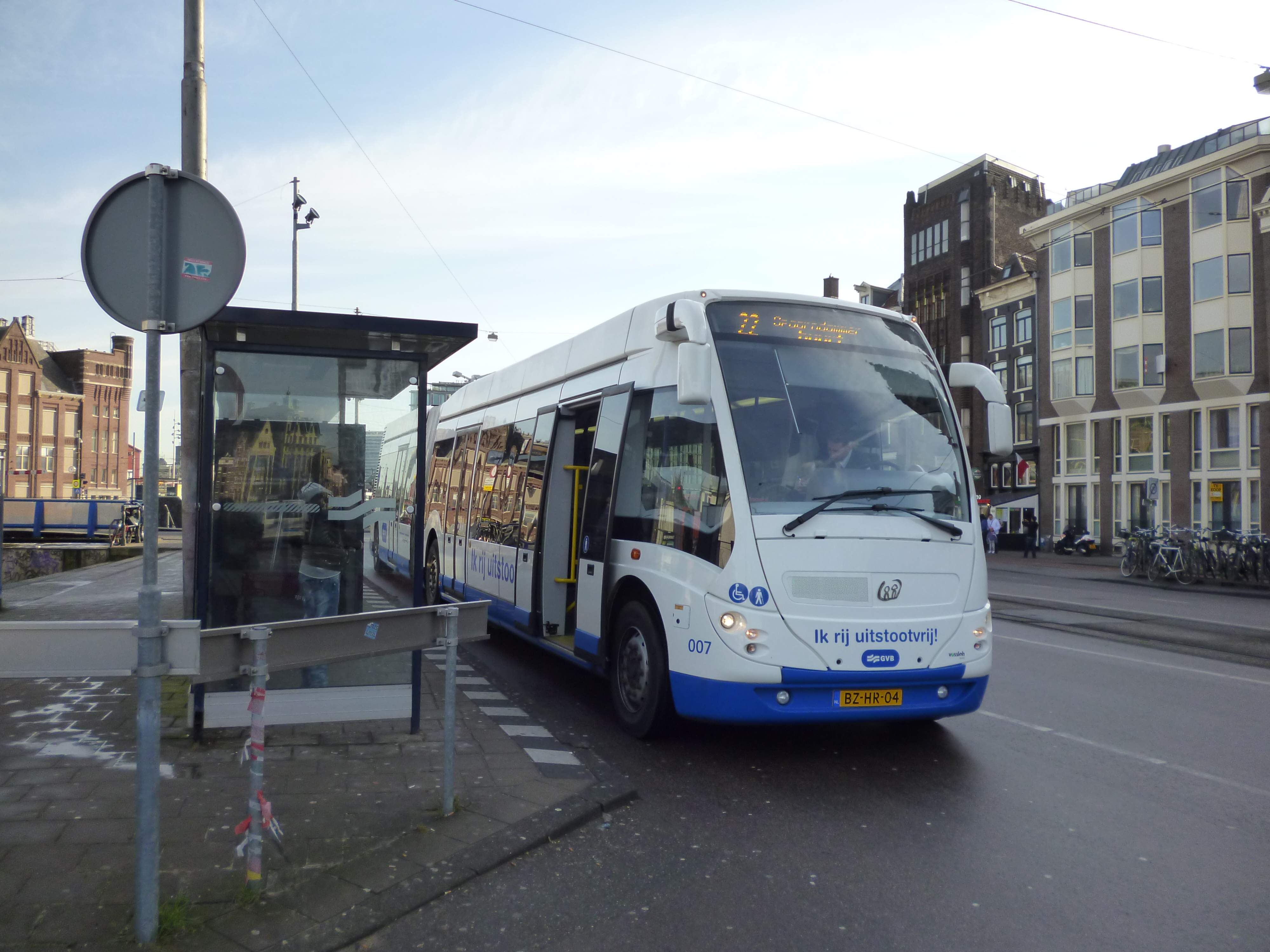
Een toen nieuwe Phileas van lijn 22 op de halte bij de Sint-Nicolaasbasiliek; 2012).

Met de nieuwe jaardienst 2013 werd de route van lijn 22 in Oost verlegd via de Cruquiuskade, Panamalaan, Cruquiusweg, Veelaan, Molukkenstraat en de Insulindeweg naar het nieuwe eindpunt Muiderpoortstation. Met de jaardienst 2015 werd het aloude eindpunt in de Zaanstraat verlaten en vervangen door een nieuw eindpunt in de Houthaven aan de Koivistokade.
Op 13 december 2015 worden de westelijke takken van lijnen 22 en 48 omgewisseld waarbij lijn 22 naar Sloterdijk en lijn 48 naar de Houthaven rijdt. Hierdoor heeft het drukke traject naar Sloterdijk naast een hogere frequentie ook meer capaciteit door de inzet van gelede bussen.
Op 22 juli 2018 werden beide lijnen overgeplaatst naar garage Noord in verband met de wijzigingen door de opening van de Noord/Zuidlijn. Tevens werd lijn 22 verlegd van het Prins Hendrikplantsoen aan de voorzijde naar het busstation IJzijde aan de achterzijde van het station waarmee weer een lijn om het station heen rijdt.
In 2020 werd lijn 22 na meer dan 25 jaar weer overgeplaatst naar garage West; dit ter voorbereiding op de inzet van elektrische bussen die in mei 2020 in dienst kwamen.

#### Lijn 222
Op 16 december 2019 is een spitslijn 222 ingesteld die van station Sloterdijk rechtstreeks naar de Houthavens rijdt ter ontlasting van lijnen 48 en 248. Op 4 januari 2021 werd lijn 222 definitief opgeheven in verband met het afgenomen vervoer.
Huidig: 15 · 18 · 21 · 22 · 34 · 35 · 36 · 37 · 38 · 40 · 41 · 43 · 44 · 47 · 48 · 49 · 61 · 62 · 63 · 65 · 66 · 68 · 231 · 233 · 245 · 246 · 247 · 267 · 360 · 369 · 461 · 463 · 464
Voormalig: A · B · C · D · E · F · G · H · K · L · M · P · R · S · 5 · 6 · 8 · 11 · 12 · 13S · 14 · 17 · 19 · 20 · 23 · 26 · 28 · 29 · 30 · 31 · 32 · 33 · 39 · 42 · 44P · 45 · 46 · 50/51 · 53 · 54 · 55 · 56 · 57 · 58 · 59 · 60 · 60S · 64 · 67 · 69 · 70 · 95/195 · 148 · 149 · 165/166 · 192 · 199 · 222 · 230 · 232 ·  240 · 248 · 249 · 265 · 269 · 315 · 326 · 465 · 580 · 581 · 582 · 583

Zie ook: Amsterdams busnet · Geschiedenis busnet · Amsterdams nachtbusnet · Portaal openbaar vervoer